# 山村則男
山村則男（やまむら　のりお、1947年- ）は、日本の生物学者。京都大学名誉教授、新潟大学朱鷺・自然再生学研究施設協力研究員。専門は数理生物学、文化生態学。

## 経歴
1947年大阪府に生まれる。1969年京都大学理学部物理学科卒業、1975年京都大学大学院理学研究科博士課程単位取得退学、1977年 "A mathematical approach to spatial distribution and temporal succession in plant communities" で理学博士。1975-1976年日本学術振興会奨励研究員、1976-1978年京都大学理学部研究生、1977-1978年立命館大学理工学部非常勤講師、1978年佐賀医科大学医学部助教授、1995年同教授、1996年京都大学生態学研究センター教授。2001-2003年同センター長、2007年総合地球環境学研究所教授、2014年同志社大学文化情報学部教授。
2007年　日本生態学会賞受賞。
日本を代表する数理生態学者の1人であり、採餌戦略、繁殖戦略、性選択、社会行動などの行動生態学的研究で優れた業績を上げている。また、他の生態学分野の研究者とも積極的に協同し、種分化機構、種間関係、生物多様性などに関する研究でも独自のモデルを組み込み、優れた成果を数多く上げている。さらに、ゲーム理論を生態学に応用したジョン・メイナード＝スミスに学び、その手法をいち早く日本に紹介した研究者である。

## 著書
単著
- "繁殖戦略の数理モデル"　東海大学出版会　(1986)

編著
- "生物多様性・どう生かすか"　昭和堂　(2011)

共著
- "動物生態学"　伊藤嘉昭・嶋田正和　蒼樹書房　(1992)
- "寄生から共生へ−昨日の敵は今日の友"　早川洋一・藤島政博　平凡社　(1995)
- ”動物生態学新版”　嶋田正和・粕谷英一・伊藤嘉昭　海遊社　(2005)
- ”理論生物学入門”　関村利朗・竹内康博・梯正之　現代図書　(2007)

共著（分担執筆）
- "動物と植物の利用しあう関係"　鷲谷いずみ・大串隆之編 　平凡社　(1993)
- "地球共生系：多様な生物の共存する仕組み" 　第９回「大学と科学」 公開シンポジウム組織委員会編 　クバプロ　(1995)
- "数理生態学"　巖佐庸編　共立出版　(1997)
- "生物多様性科学のすすめ-生態学からのアプローチ"　大串隆之編　丸善　(2003)
- "生命の地球 6"　三友社出版　(2000)
- "進化ゲームとその展開"　佐伯胖・亀田達也編 　共立出版　(2002)
- "行動・進化の数理生物学"　瀬野裕美編　共立出版　(2010)

共編著
- "数理生態学"　寺本英・川崎廣吉・重定南奈子・中島久男・東正彦　編集、朝倉書店　(1997)
- "The Mongolian Ecosystem Network Environmental Issues Under Climate and Social Changes." Fujita, N. and Maekawa, A. eds.  Springer, Tokyo (2013)[5]

## 翻訳
- (1972) ラモン・マーガレフ著 "　将来の生態学説" 森主一・今福宏司訳　築地書館.[5]